# Austroneurorthus brunneipennis
Austroneurorthus brunneipennis is een insect uit de familie van de Nevrorthidae, die tot de orde netvleugeligen (Neuroptera) behoort. 
Austroneurorthus brunneipennis is voor het eerst wetenschappelijk beschreven door Esben-Petersen in 1929.